# Podlonk
Podlonk je naselje u slovenskoj Općini Železniku. Podlonk se nalazi u pokrajini Gorenjskoj i statističkoj regiji Gorenjskoj. 

## Stanovništvo
Prema popisu stanovništva iz 2002. godine naselje je imalo 159 stanovnika.